# Pontfaverger-Moronvilliers
Pontfaverger-Moronvilliers är en kommun i departementet Marne i regionen Grand Est (tidigare regionen Champagne-Ardenne) i nordöstra Frankrike. Kommunen ligger i kantonen Beine-Nauroy som tillhör arrondissementet Reims. År 2022 hade Pontfaverger-Moronvilliers 1 738 invånare.

## Befolkningsutveckling
Antalet invånare i kommunen Pontfaverger-Moronvilliers
| Referens: INSEE |